# Суховантаж
Суховантаж, суховантажне судно — вантажне судно річкового або морського базування, пристосоване для перевезення різних сухих, не наливних, вантажів насипом (зерно, ліс, щебінь, туки, руди), спеціальних контейнерів міжнародного стандарту (TEU) та інших вантажів (стоси, ящики, обладнання, механізми, транспортні засоби). Часто оснащується подвійним дном і бортами для підвищення безпеки плавання. Вантажі розміщують у трюмах, твіндеках, диптанках, а також на верхній палубі (штучні вантажі). Універсальні суховантажні судна, як правило, багатопалубні, спеціалізовані — однопалубні.
Вантажопідйомність морських суховантажів на середину XX століття становила до 200 тис. тонн, швидкість ходу до 33 вузлів (близько 60 км/год). Вантажопідйомність річкових суховантажів на середину XX століття становила 5-8 тис. тонн, швидкість ходу 15-20 км/год.

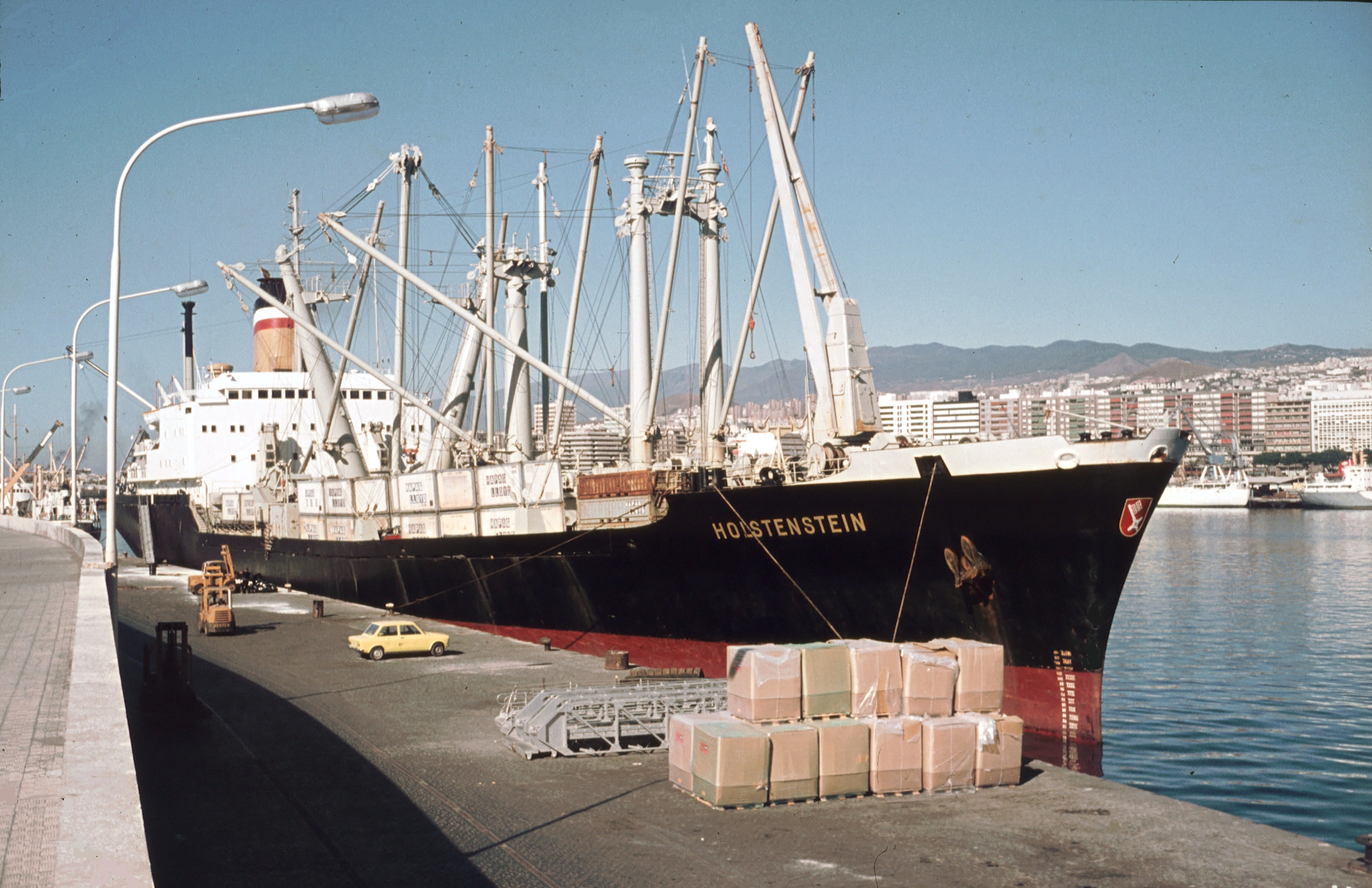
Суховантаж «Гольстенштейн» в порту Санта-Круз, 1977 рік
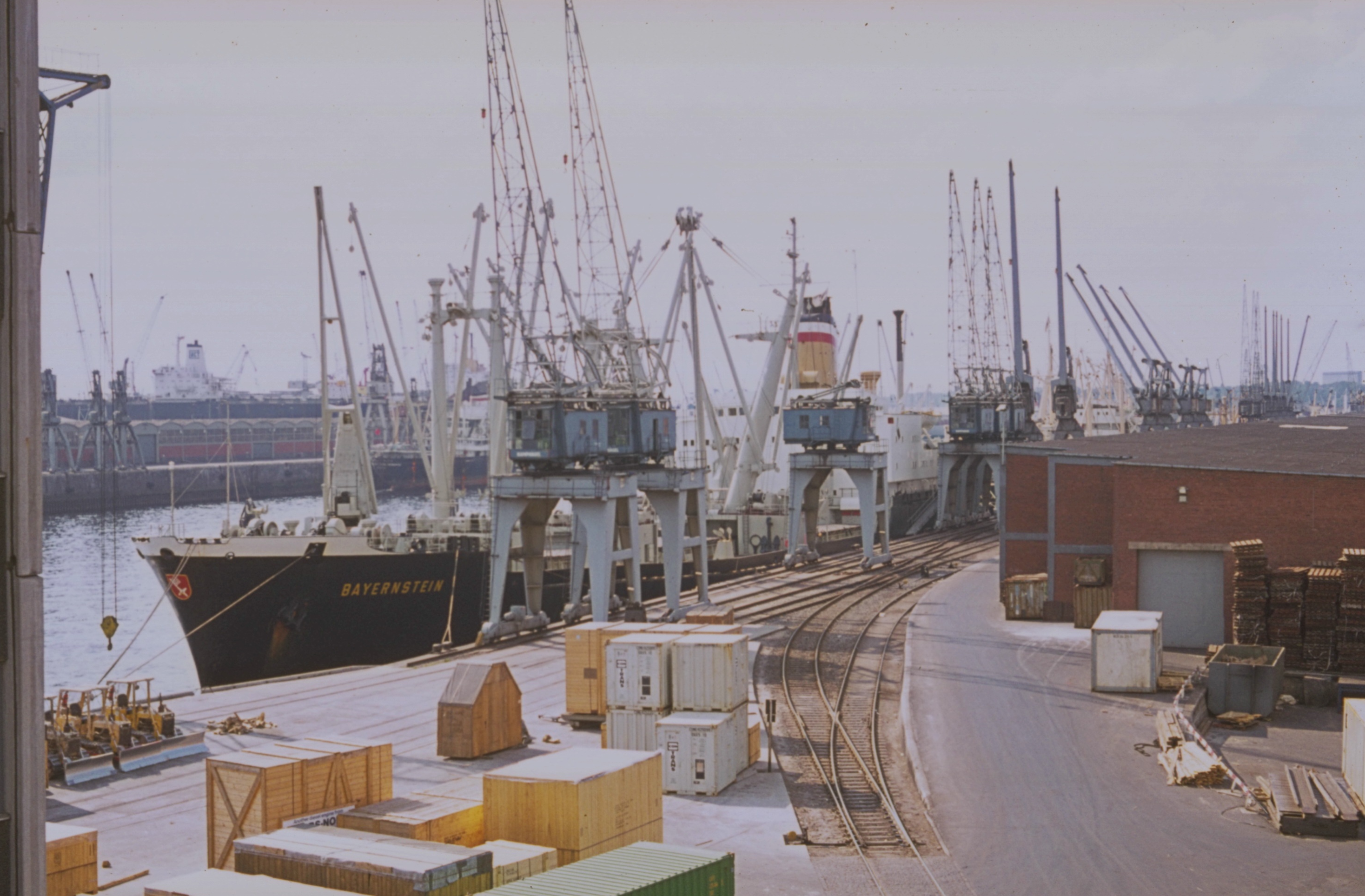
Суховантаж «Баєрштейн» на причалі в Гамбурзі, 1971 рік
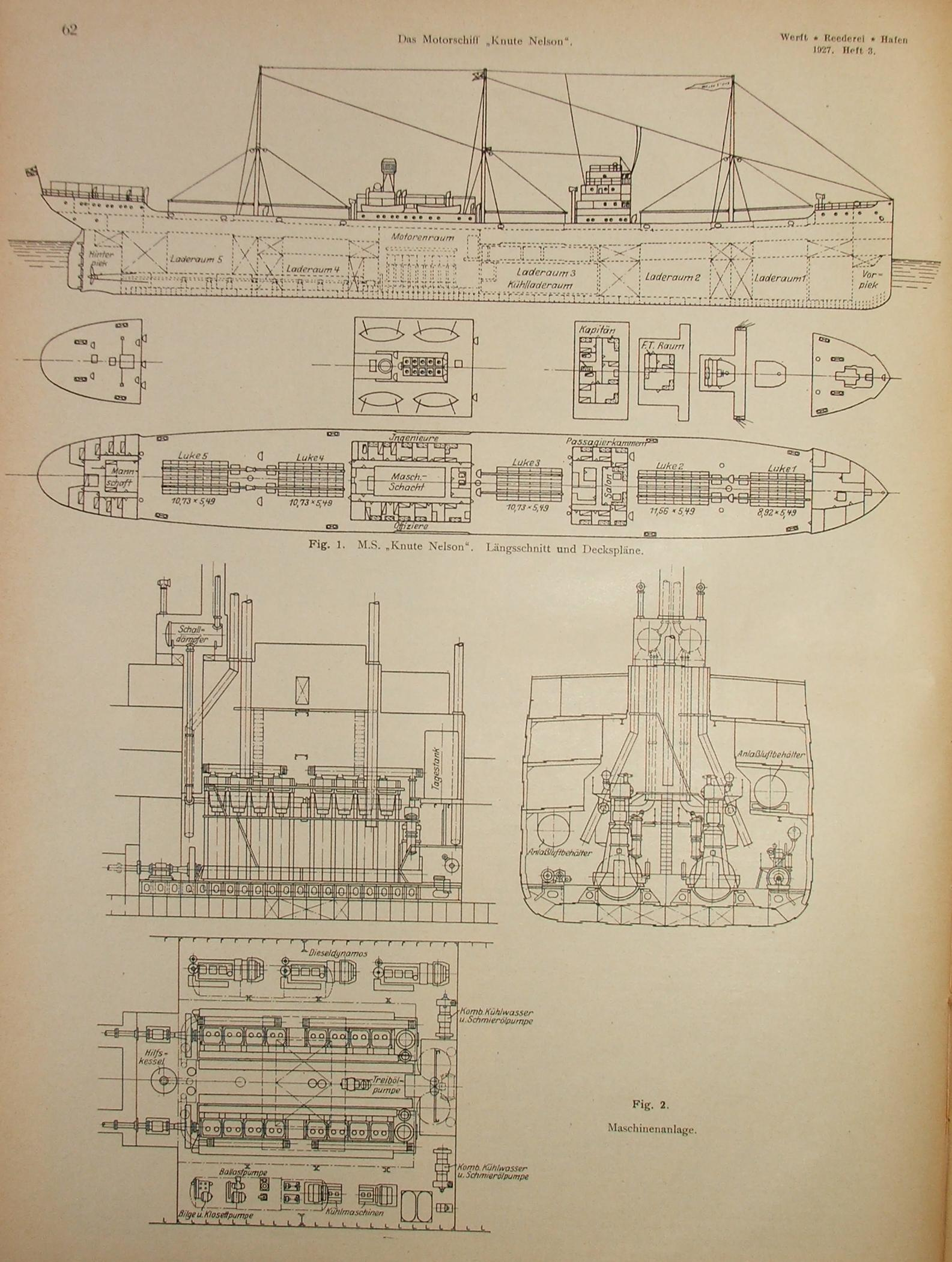
Креслення суховантажу «Кнут Нельсон», 1927 рік
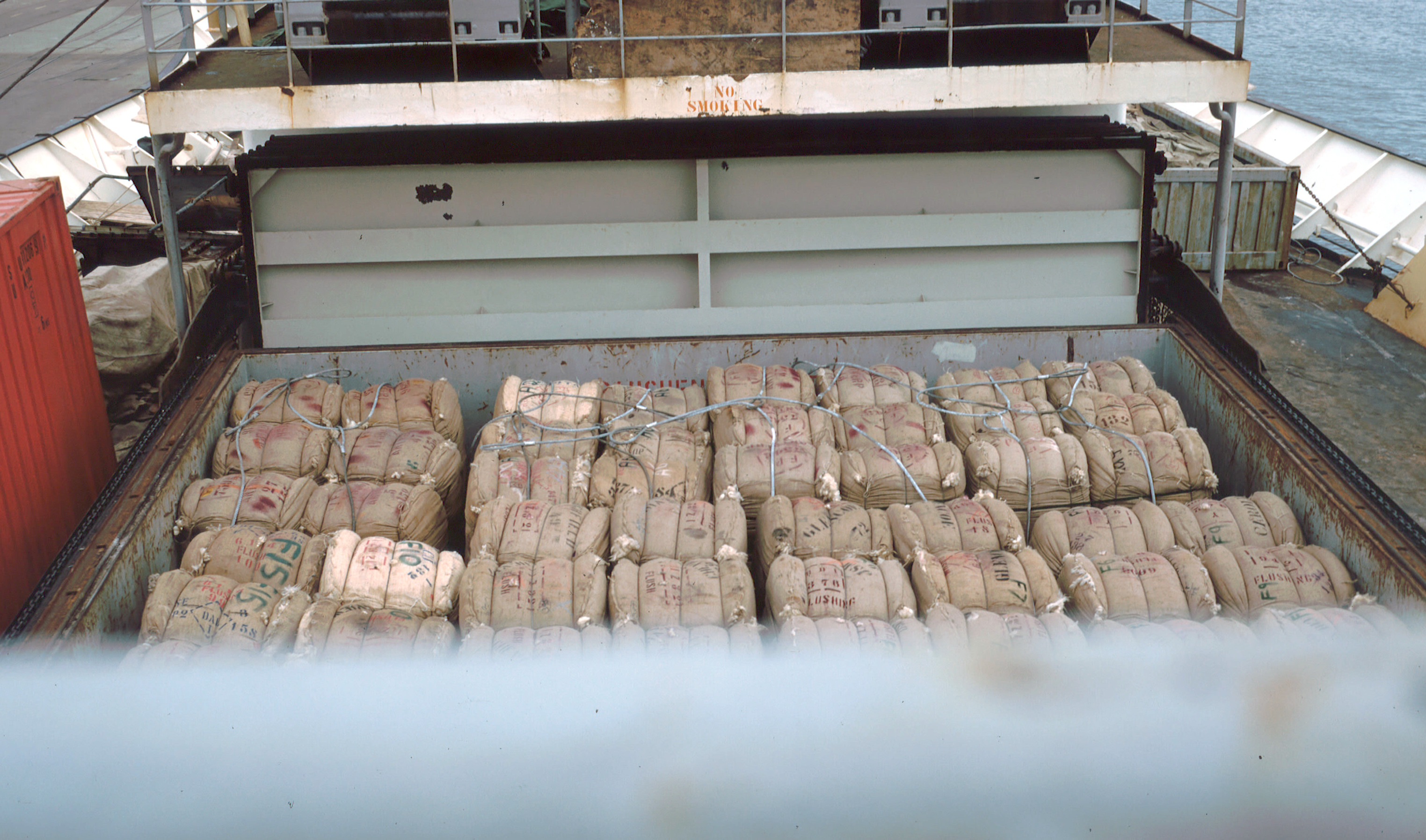
Вантаж у трюмі суховантажу «Баєрштейн», 1973 рік
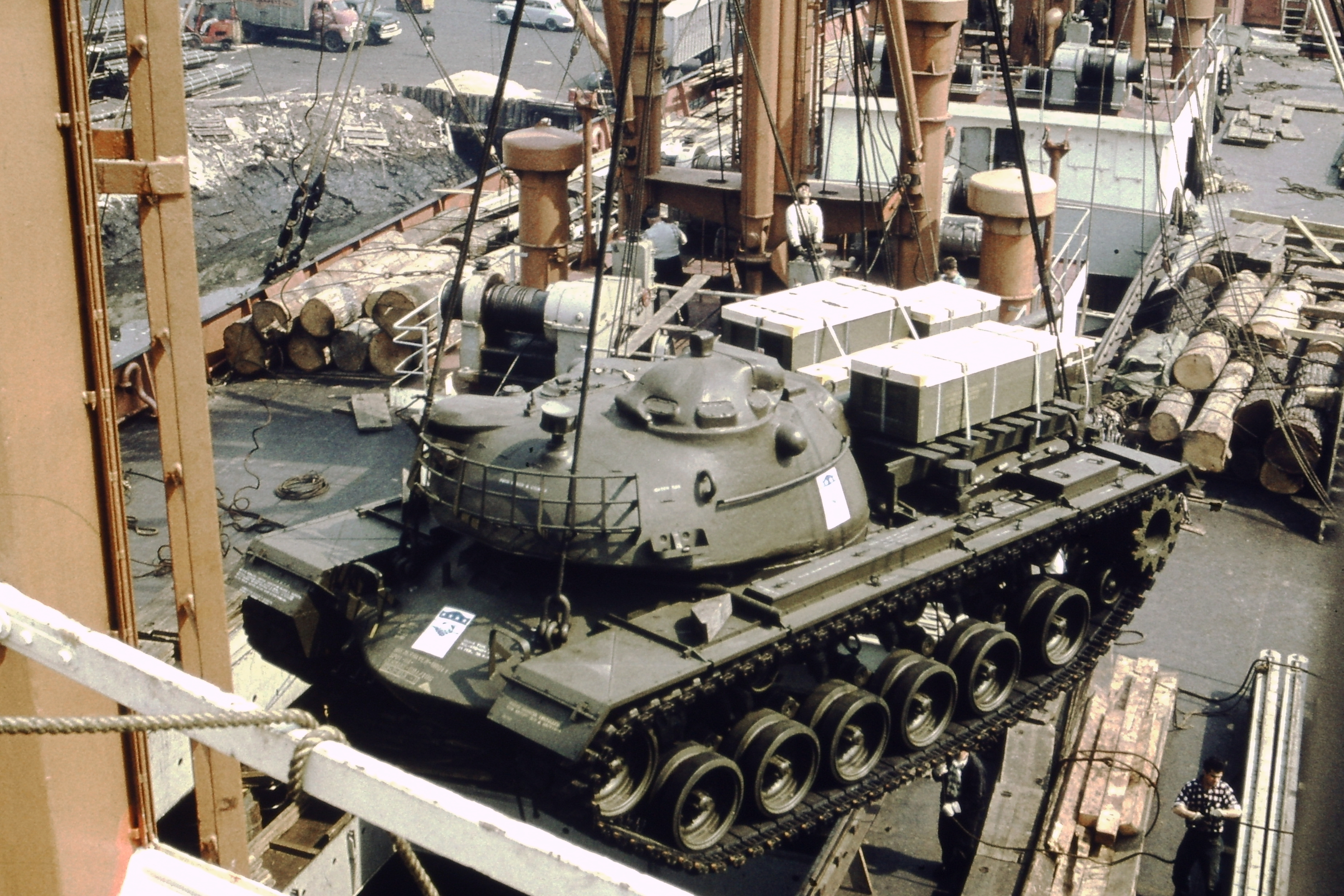
Процес завантаження на суховантаж «Набоб» у порту Нью-Йорка, 1957 рік

## Навантаження-вивантаження
Навантаження-розвантаження суховантажів проводиться вертикальним способом через вантажні люки верхньої палуби. Для цього більшість суховантажів обладнується стаціонарними або пересувними кранами, стрілами, транспортерами та іншими пристроями. Горизонтальне навантаження-розвантаження відбувається через бортові, носові і кормові порти, розташовані вище головної палуби (палуби перебірок). У такий спосіб вантаж переміщається з причалу на судно по рампі своїм ходом або за допомогою автонавантажувачів і тягачів. Переміщення вантажів між палубами судна здійснюється ліфтами, лебідками та підйомниками.

## Типи суховантажів
За типом перевезених вантажів розрізняють три класи суховантажів:
- Спеціалізовані перевозять один тип вантажу. Називаються відповідно за типом вантажу:
  - Балкер, або навалочник — спеціалізоване судно для перевезення вантажів насипом і навалом, таких як зерно, вугілля, руда, цемент та інших сипучих вантажів.
  - Контейнеровоз — судно для перевезення вантажів в однотипних контейнерах.
  - Лісовоз — судно для перевезення лісу.
  - Ролкер — судно для перевезення вантажів на колісній базі: автомобілі, вантажний транспорт, залізничні вагони.
- Комбіновані, розраховані на 2-3 різних види вантажу, які можуть поперемінно розміщуватися у вантажних приміщеннях:
  - Лісовоз-балкер,
  - Балкер-контейнеровоз.
- Універсальні можуть перевозити одночасно вантажі декількох видів.

## Україна
Морський торговий флот України, станом на 2010 рік, мав у своєму складі 98 суховантажних суден.